# 김샘
김샘 (1991년 2월 19일 ~ )은 대한민국의 전직 스타크래프트 II 프로게이머다. 종족은 테란이며, 아이디는 August이다.
Werra와 스타테일 소속으로 활동하였다. 이후 2011년 Fnatic으로 이적했다.
2012년 Fnatic에서 탈퇴 이후 더 이상 프로게이머로 활동하지 않아 사실상 은퇴하였다.

## 주요 기록
- 2010년 2010 TG-Intel 스타크래프트 II OPEN Season 1 32강
- 2011년 2011 소니 에릭슨 글로벌 스타크래프트 II 리그 Jan. Code A 16강
- 2011년 2011 인텔 글로벌 스타크래프트 II 리그 Mar. Code A 16강
- 2011년 2011 LG 시네마 3D, 인텔코리아 글로벌 스타크래프트 II 리그 May Code A 32강
- 2011년 2011 LG 시네마 3D, 인텔코리아 슈퍼 토너먼트 64강